# Cheirolophus falcisectus
Cheirolophus falcisectus là một loài thực vật có hoa trong họ Cúc. Loài này được Svent. ex Montelongo & Moraleda mô tả khoa học đầu tiên năm 1978.